# Aquelarre (groupe)
Pour les articles homonymes, voir Aquelarre.
Aquelarre est un groupe argentin de rock, originaire de Buenos Aires. Il est formé en 1971 par Rodolfo García (batterie, chant), Emilio del Guercio (basse, chant), Hugo González Neira (claviers, chant) et Héctor Starc (guitare, chant), dans lequel deux de ses membres, anciens membres d'Almendra, ont fourni une base rythmique très solide, complétée par le son vertigineux et percutant d'Héctor Starc, deux de ses membres, anciens membres d'Almendra, Rodolfo García et Emilio Del Guercio, apportent une base rythmique très solide, complétée par le son vertigineux et percutant de la guitare d'Héctor Starc et du clavier bluesy d'Hugo González Neira.

## Histoire
En 1970, après la séparation du groupe Almendra, le batteur Rodolfo García propose au guitariste Héctor Starc de créer un nouveau groupe. La formation de ce groupe sera complétée par un autre ancien membre d'Almendra, le bassiste et chanteur Emilio Del Guercio, avec lequel ils commencent à répéter la même année. À l'époque, Starc faisait partie d'un autre projet, le Héctor Starc Trío, qui comprenait Black Amaya et Machi Rufino. Avant cela, il s'était fait une réputation dans les zapadas, gagnant son célèbre surnom de Bola de Ruido, selon Pelo Magazine, « un adjectif qu'on lui donnait pour sa façon insistante et tumultueuse de jouer ».
En juin, ils se produisent sous la forme d'un trio anonyme dans le cadre du cycle Música Beat au théâtre IFT. Peu après, ils participent à un événement au Parque Lezama, organisé par le Centro de Artes y Ciencias, appelé Recital de las Antorchas, qui se termine par une intervention de la police. En septembre, ils se produisent au théâtre Margarita Xirgu sous le nom de Rock Experimental avec des musiciens invités, dont Hugo González Neira, qui avait travaillé avec Litto Nebbia. À partir de ce moment, Hugo rejoint le groupe aux claviers. C'est ainsi que se forme un groupe dont les quatre membres composent et chantent. Les paroles et la voix d'Emilio del Guercio San Martín évoquent les meilleurs moments d'Almendra. Et le chant bluesy du claviériste González Neira donne à Aquelarre une couleur particulière.
En 1971, lors de la deuxième édition de B.A. rock, Starc donne des concerts avec ses deux groupes, bien que son projet avec García, Del Guercio et González Neira n'ait pas encore de nom. Cependant, leur prestation fait tellement parler d'elle dans les milieux hippies de l'époque qu'elle les place à la une du rock national, place qu'ils confirment à la fin de l'année avec un concert au cinéma Pueyrredón de Flores avec Spinetta, Edelmiro Molinari et Gabriela. Lors de ce concert, le 18 décembre, le groupe s'appelait déjà Aquelarre. « Aquelarre, leur musique pourrait être la grande révélation, non seulement d'un nouveau son, mais d'une toute nouvelle étape de maturité et de sérieux au sein du rock argentin ».
Le 17 mars 1972, le quatuor se produit pour la première fois sous le nom d'Aquelarre, au Teatro Lorange de Buenos Aires. Peu après, ils sortent leur premier album, Aquelarre. Un album composé de 6 chansons d'une durée totale d'environ 40 minutes. Les thèmes sont vastes, avec des développements instrumentaux denses et complexes. La guitare Gibson Les Paul distordue d'Héctor Starc donne un ton distinctif à l'œuvre.
Des décennies plus tard, d'abord avec les rééditions en CD, puis avec la numérisation et les plateformes de streaming, autant de phénomènes qui permettent au disque de se détacher de son caractère de « rock national argentin » et le rendent accessible aux auditeurs du monde entier, il finit par devenir une œuvre culte, en particulier pour les amateurs de rock psychédélique. Au niveau international, il est considéré comme un album de grande qualité, né dans un pays et à une époque où les musiciens ne disposaient pas de beaucoup d'informations, et dont le son est pourtant comparable aux œuvres de rock avant-gardiste du monde anglo-saxon ou de l'Europe. Le site web Prog Archives décrit leur style musical comme du « rock 'n' roll psychédélique sophistiqué avec des moments impressionnistes, des arrangements artistiques et des motifs surréalistes », et les membres du forum lui attribuent 4,01 étoiles (sur une note maximale de 5).
Les membres d'Aquelarre se mettent d'accord pour attribuer la paternité de toutes les chansons au groupe dans son ensemble, au-delà de la paternité réelle des chansons. Cela a déjà surpris à l'époque : « Aquelarre a évité la maladie caractéristique de la plupart des groupes argentins : le vedettariat. Personne, au sein de ce tout nouveau quatuor, n'opère au profit d'une mise en valeur personnelle ». Par la suite, la paternité réelle de certaines des chansons est révélée. Starc déclare que Parte del día et Aniñada sont ses chansons, tandis qu'il a composé la musique de Mirando adentro, dont les paroles sont d'Emilio del Guercio. Violencia en el parque, selon Starc, est la seule chanson composée par tous les membres.

## Discographie

### Albums studio
- 1972 : Aquelarre
- 1973 : Candiles
- 1974 : Brumas
- 1975 : Siesta

### Singles
- 1973 : Violencia en el parque / Ceremonias para disolver
- 1974 : Pájaro de la locura / Mujer en edad

### Albums live
- 1999 : Corazones del lado del fuego

### Compilations
- 1977 : Lo mejor de Aquelarre
- 2008 : Otras pistas
- 2008 : Box Set